# Zgornje Grušovlje
Zgornje Grušovlje je naselje v Občini Žalec.